# Сакос
Сакос је епископска одежда настала комбиновањем одеће византијских императора и одеће старозаветних просвештеника. 
То је заправо горња хаљина од белог материјала, украшена златним и сребрним везом, разрезана са стране (није прошивена као стихар) и дуж рукава и са стране се спаја округлим, златним прапорцима и гајкицама.
Сакос је грчка реч (σάκκος) и значи: џак или врећа. Тиме се подсећа на одећу у коју је био обучен Исус Христос, да би га непријатељи поругали.
Садашњи, богати изглед ове одежде потиче из византијских времена, када је један од царева, из поштовања према Цркви, поклонио цариградској Патријаршији сакос за свештенослужитеље. До тада је сакос био одежда царева.